# 우리들의 행복한 시간 (영화)
《우리들의 행복한 시간》은 2006년에 개봉한 대한민국의 영화이다. 2005년에 발간된 공지영의 동명 소설을 원작으로 제작되었다.
원작 소설의 사형 제도를 반대하는 모티브로 배경에 관심을 모아, 사형수 정윤수와 교화원 문유정의 변화 과정에 초점을 맞추었다.

## 줄거리
자살 시도를 반복하는 부유한 가정의 대학교수 유정은 수녀인 이모 모니카의 권유로 사형수 윤수를 만나게 된다. 유정은 어린 시절 사촌에게 성폭행을 당한 트라우마로 인해 세상과 단절된 채 불행한 삶을 살고 있었다. 윤수 또한 어린 시절 부모에게 버려진 후 동생을 돌보며 힘겹게 살아왔고, 결국 범죄에 연루되어 살인죄로 사형수가 된 인물이다.
처음에는 서로에게 마음을 열지 못하던 두 사람은 매주 목요일 만남을 이어가며 깊은 유대감을 쌓는다. 비슷한 아픔을 공유한 둘은 서로를 이해하고 위로하며 삶의 의지를 되찾아간다. 그러나 그들의 만남은 사형 집행이라는 현실적인 제약에 직면하고, 짧은 시간 동안 서로에게 느끼는 감정과 다가올 이별에 대한 불안감 속에서 힘든 시간을 보낸다.

## 캐스팅
- 이나영: 문유정 역
- 강동원: 정윤수 역
- 윤여정: 모니카 수녀 역
- 강신일: 이 주임 역
- 정영숙: 유정 모 역
- 김지영: 박 할머니 역
- 장현성: 유찬 역
- 최명수: 김 신부 역
- 김세동: 서 교도관 역
- 정인기: 정민석 역
- 정진: 태선 역
- 양익준: 환규 역
- 윤주련: 민옥 역
- 은원재: 어린 윤수 역
- 이병준: 어린 은수 역
- 김진희: 어린 유정 역
- 김진혁: 교도관 A 역
- 최용민: 최 사장 역
- 오정세: 김 선생 역
- 김재만: 제비 역
- 이훈진: 돼지 역
- 오순태: 떡대 역
- 고동업: 윤수 부 역
- 김소희: 윤수 모 역
- 최정우: 외삼촌 역
- 박팔영: 구치소장 역
- 이재구: 분교선생님 역
- 김건호: 경비 역
- 송창곤: 구치소의사 역
- 장유상: 양아치 1 역
- 최욱: 양아치 2 역
- 김아련: 여대생 1 역
- 신용욱: 강사 1 역
- 한상철: 강사 2 역
- 김자영: 파출부 역
- 나기수: 법륜 역
- 신영진: 유정의 새언니 / 유찬 처 역
- 남인옥: 민석 처 역
- 구본석: 유철 역
- 윤해린: 유철 처 역
- 이재진: 유정모담당의사 역
- 이병창: 변호사  역
- 최용석: 변호사 2 역
- 이세은: 박할머니손녀
- 천우석: 앵버리아이 1 역
- 정솔: 앵버리아이 2 역
- 조민기: 앵버리아이 3 역
- 박소라: 홍여인 딸 역
- 최경만: 방원 1 역
- 정구영: 보안과장 역
- 김영준: 가스가게주인 역
- 정연주: 라디오 DJ 1 역
- 위서현: 라디오 DJ 2 역
- 엄예은: 정민석 딸 역
- 최승희: 유찬 아들 역
- 강선아: 유철 딸 역
- 이유진: 산골분교소녀 역
- 권오훈: 교도관 B 역
- 김종길: 교도관 C 역
- 조영덕: 교도관 D 역
- 오용세: 교도관 E 역
- 원홍기: 유정 부 역
- 나인옥: 민석비서 역
- 박창희: 이웃집남편 역
- 강청자: 이웃집부인 역
- 오광록: 2896 역 (우정출연)
- 김부선: 홍 여인 역(우정출연)

## 수상 내역
- 제14회 춘사영화상
  - 각본상 (장민석)
  - 각본상 (박은영)